# 李釗 (成化丙戌進士)
李釗（1425年—？），字勉之，浙江台州府臨海縣人，明朝政治人物。同進士出身。

## 生平
成化元年（1465年）乙酉科浙江鄉試第二十名。成化二年（1466年）聯捷丙戌科會試第三百四十名，殿試登進士第三甲第七十六名。

## 家族
曾祖父李德文。祖父李伯厚。父亲李仲先。